# خانه یک خلیلو
خانه یک خلیلو مربوط به دوره قاجار است و در دزفول، محله مشک دوزان واقع شده و این اثر در تاریخ ۱۷ اسفند ۱۳۸۱ با شمارهٔ ثبت ۷۹۰۷ به‌عنوان یکی از آثار ملی ایران به ثبت رسیده است.